# گایوس کاسیوس لونگینوس

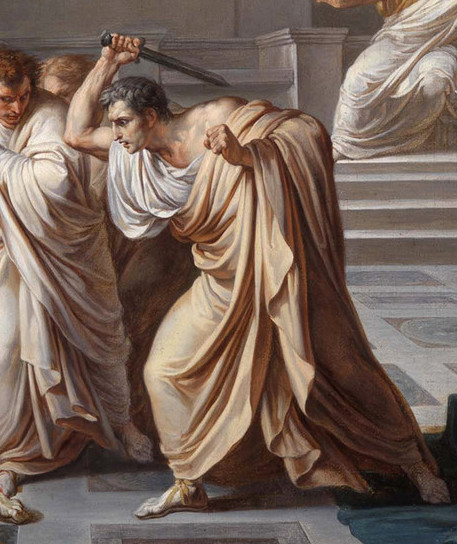
نگارهٔ گایوس کاسیوس لونگینوس - حوالی ۱۸۰۴

گایوس کاسیوس لونگینوس (۳ اکتبر پیش از ۸۵ – ۳ اکتبر ۴۲ پیش از میلاد) از سناتورهای جمهوری روم بود. او از طراحان اصلی نقشهٔ قتل ژولیوس سزار به حساب می‌آید و همچنین شوهر خواهر مارکوس یونیوس بروتوس بود.